# 鴻臚館
鴻臚館（日语：／ Kōrokan）是平安时代建立的外交和对外贸易機構，其前身筑紫館和难波馆在奈良时代之前就已经存在。
鴻臚館的名字来源于北齐九寺中的外交機關“鴻臚寺”，鴻臚本為大聲傳贊，引導儀節之意，唐代時該名稱传入日本，並被作為接待外國使者、商人的官方廳舍之名稱。

## 筑紫鴻臚馆
筑紫鴻臚館位于现在的福冈县福冈市中央区的福冈城內。它是唯一发现遗蹟的鴻臚館。位於筑紫國的外交機構原型可以追溯到魏志倭人傳的彌生时代晚期和古墳時代，位于糸岛半岛的伊都国，有一座接待外國使者與商人的设施，上面刻着“郡使往來常驻所”的字样，但是没有相關機構名称或位置的记录流傳。

### 筑紫馆
磐井之乱后，朝廷於宣化天皇元年（536年）在博多港設置「那津官家」，作為统治九州的機構，並具有外交的作用。推古天皇十七年（609年），在《日本书纪》中出现筑紫大宰的紀錄。 天智天皇三年（664年），白江口之战后的第二年，筑紫大宰的行政职能转移到内陆的大宰府，相關廳舍設施作为大宰府的机构之一，保留接待使臣、外國商人和国防基地的功能，仍置於博多港。
该廳舍被称为筑紫館  (日语：／／ Tsukushinomurotsumi)，作为唐、新罗、渤海國使者的招待所和住宿设施。筑紫馆和大宰府之间的距离约为16公里，兩地之間铺设了一条最大宽度为10米的道路。然而，这条道路在8世纪就被废弃了。《日本书纪》记载持统天皇曾於688年在筑紫馆接待新罗使臣。另外出国使节、留学生和僧侣的也可在筑紫馆住宿，天平八年（736年），派往新罗的遣新羅使在筑紫馆作诗，被收录于《万叶集》。筑紫馆也負責检查，招待外国商人與貨物，並進行和外国商人的貿易。在律令制下，筑紫馆隶属于治部省玄番寮管辖。

### 大宰鴻臚馆

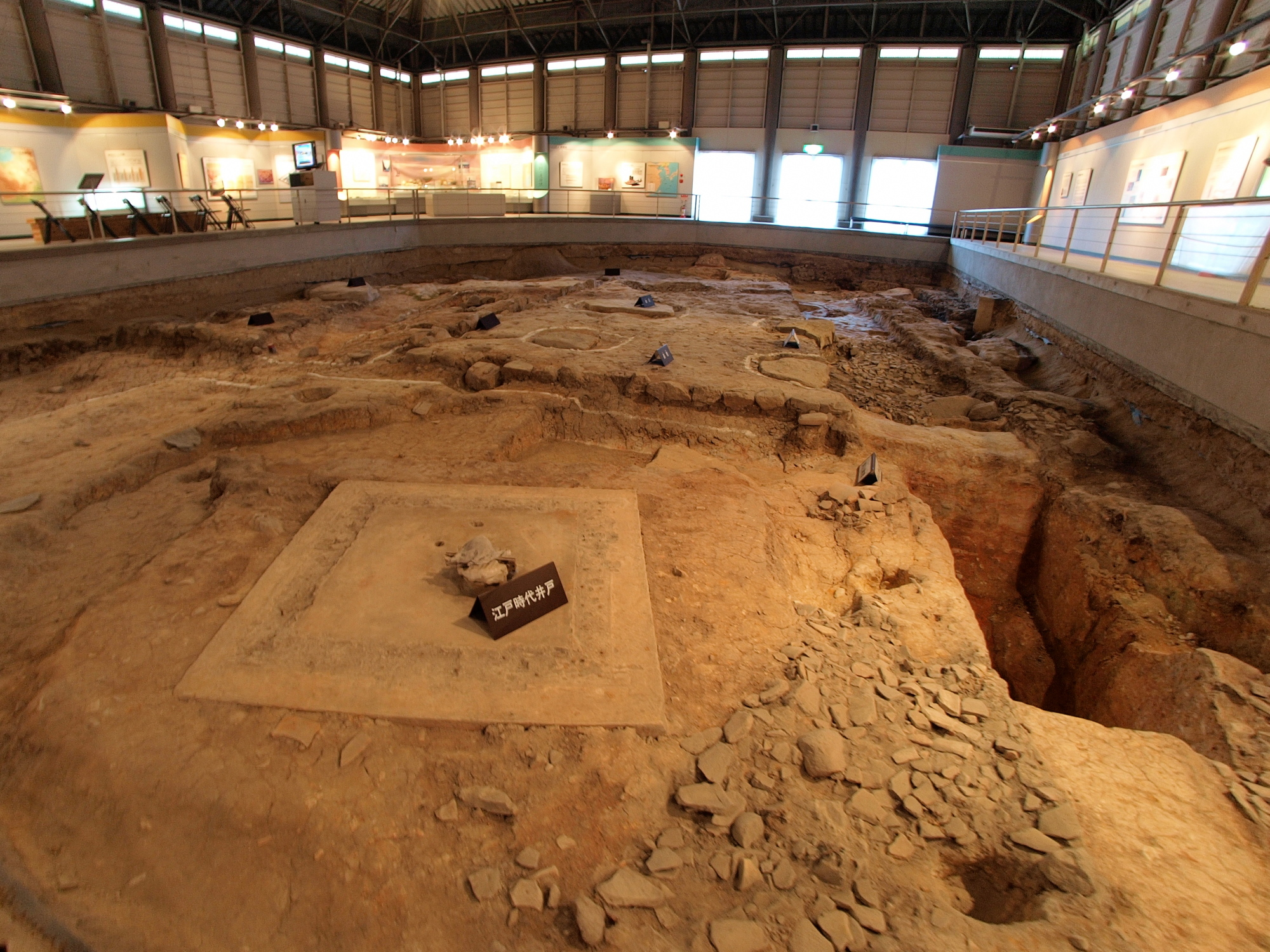
鴻臚館的遗迹

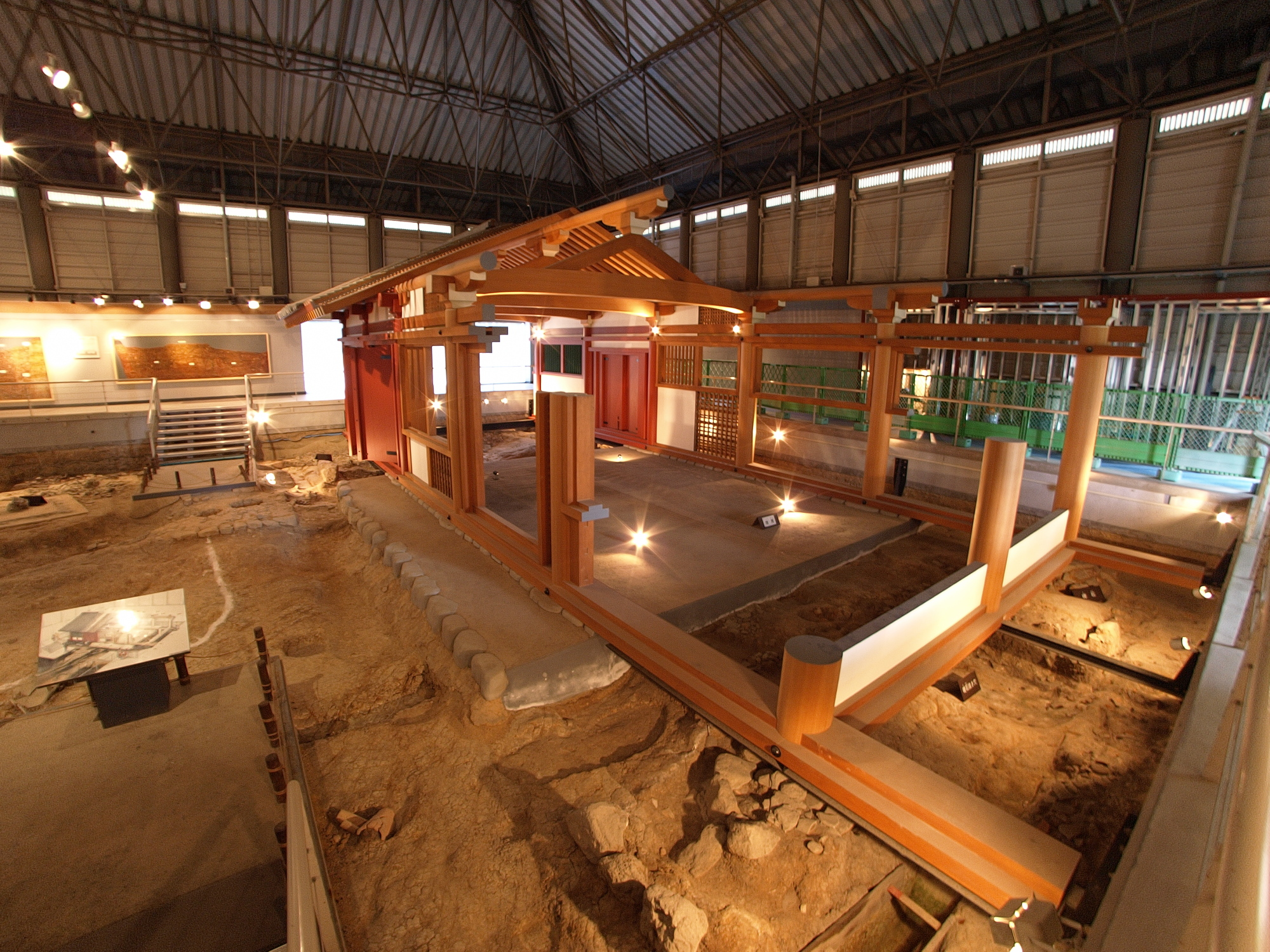
部分修复的鴻臚館

鴻臚这个名字最早出现在入唐留学僧圆仁所著的《入唐求法巡礼行记》其中提到第19次遣唐使副使小野篁与唐人沈道古一起在太宰鴻臚馆吟诗唱和。嘉祥二年（849年），日本朝廷關於大宰府上报53名唐商来访公文中出現鴻臚館名稱記載。寬平六年（894年）停派遣唐使后，鴻臚馆主要任務由使者接待轉為外商管理。
最初鴻臚館的貿易是朝廷經營的，外國商船抵达後鴻臚館通知大宰府，并派信使从大宰府前往朝廷。其后，朝廷派出唐物使，优先购买佛经、佛像、佛具、药材、香料等朝廷及贵族需要的物品。其餘的商品由當地豪族和有影响的寺社购入，此一買賣方式稱為「官司先買」。商人在鴻臚館停留3到6个月。住宿和膳食由鴻臚館提供。其后，延喜三年（903年）朝廷颁布了严格的禁購令，禁止民間在朝廷收購所需物品前與外國商人貿易。延喜九年（909年），大宰府的官员代替了唐物使负责「官司先買」交易。
貞觀十一年（869年）貞觀韓寇后，建立了鴻臚中岛馆作为安全哨所，大宰府的士兵和武器被置於此處。另有记载，寬仁三年（1019年）刀伊入寇后，在鴻臚馆的后山加强了防御，据说这也是鴻臚馆的安全哨所。
11世纪，由聖福寺、承天寺、筥崎宮與住吉神社和有影响力的贵族进行的私人贸易興盛，现在的博多海岸成为贸易中心，更名为大宋国商客宿坊的鴻臚館衰落。永承二年（1047年）鴻臚館遭人縱火。寬治五年（1091年），宋商李居簡在鴻臚館抄寫佛经，為鴻臚館最後的紀錄，之後便从文献中消失。

### 考古發掘
江户时代，福冈藩的学者声称，鴻臚館位今福岡縣福岡市博多区中吳服町附近，直到大正时代仍被广泛相信。然而，九州帝国大学医学院教授中山平次郎根据万叶集的描述，提出了鴻臚館位於福冈城遗址內的理论 。当时，陸軍步兵第24聯隊就驻扎在福冈城迹，1915年中山平次郎入兵營內調查。 1926-1927年他在《考古学杂志》上发表文章。此外，聯隊士兵在弹药库中發現古代屋顶瓦片的事实也支持中山的理论。
战后，1948年福岡縣為舉行国民体育大会，在步兵第24聯隊兵营旧址上修建体育场，1949年又修建了平和台棒球场。1950年，师从中山平次郎的高野孤鹿與大場憲郎發現大量來自中国的瓦片和青瓷，1951年出土了一块被认为是鴻臚館遗迹的基石，但没有正式出土，調查認為遺跡已被破壞。 1987年，对棒球场外场座位改造的发掘调查显示，原被认为已被破坏的部分遗址状况良好，其余遗址也有可能保持原状。
1997年平和台棒球场關閉，1999年開始進行發掘調查，2004年被指定為日本國家歷史遺蹟。另外1995年時在发掘调查工作已完成的遗址南侧修建了鴻臚館遗址陈列馆，展出发现的遗迹和出土文物。

## 难波鴻臚館
难波鴻臚館位置約在今日橫跨大阪府大阪市中央區和北區的天滿橋和天神橋之間，也有位於中央区高麗橋附近，或中央区心齋橋筋三津寺附近的說法。难波作為近畿重要港口，古墳時代便建造過外交機構難波館，《日本书纪》記載繼體天皇六年（512年）百濟武寧王遣使進獻貢物，並請求割讓任那給百濟，當時百濟使者便住在難波館，此為外國使者住於難波館的首個紀錄。
推古天皇十六年（608年）隋朝使者裴世清出使朝廷，朝廷爲隋朝使者建造新舘於難波館的高麗舘之上。難波館未被稱為鴻臚館，在難波館存在的時代沒有鴻臚館的稱呼，之後撰寫史書時，因為功能與大宰府鴻臚館相似，因此也被稱為鴻臚館。承和十一年（844年）難波館被廢止，廳舍轉為攝津國的國府。

## 平安京鴻臚館

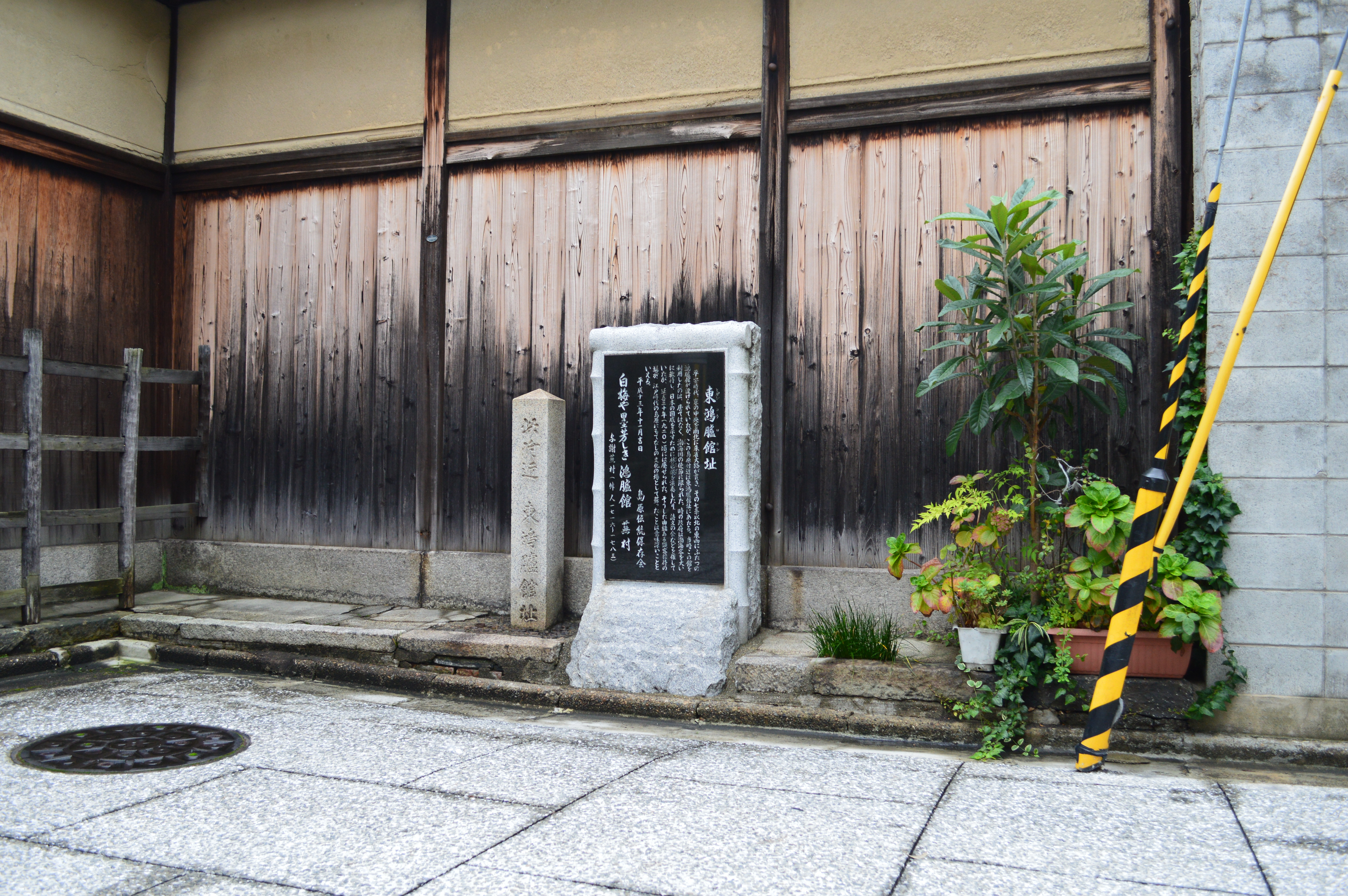
東鴻臚館位址紀念碑（下京区西新屋敷揚屋町，
石碑實際上在東鴻臚館推定地北方100m位置。）

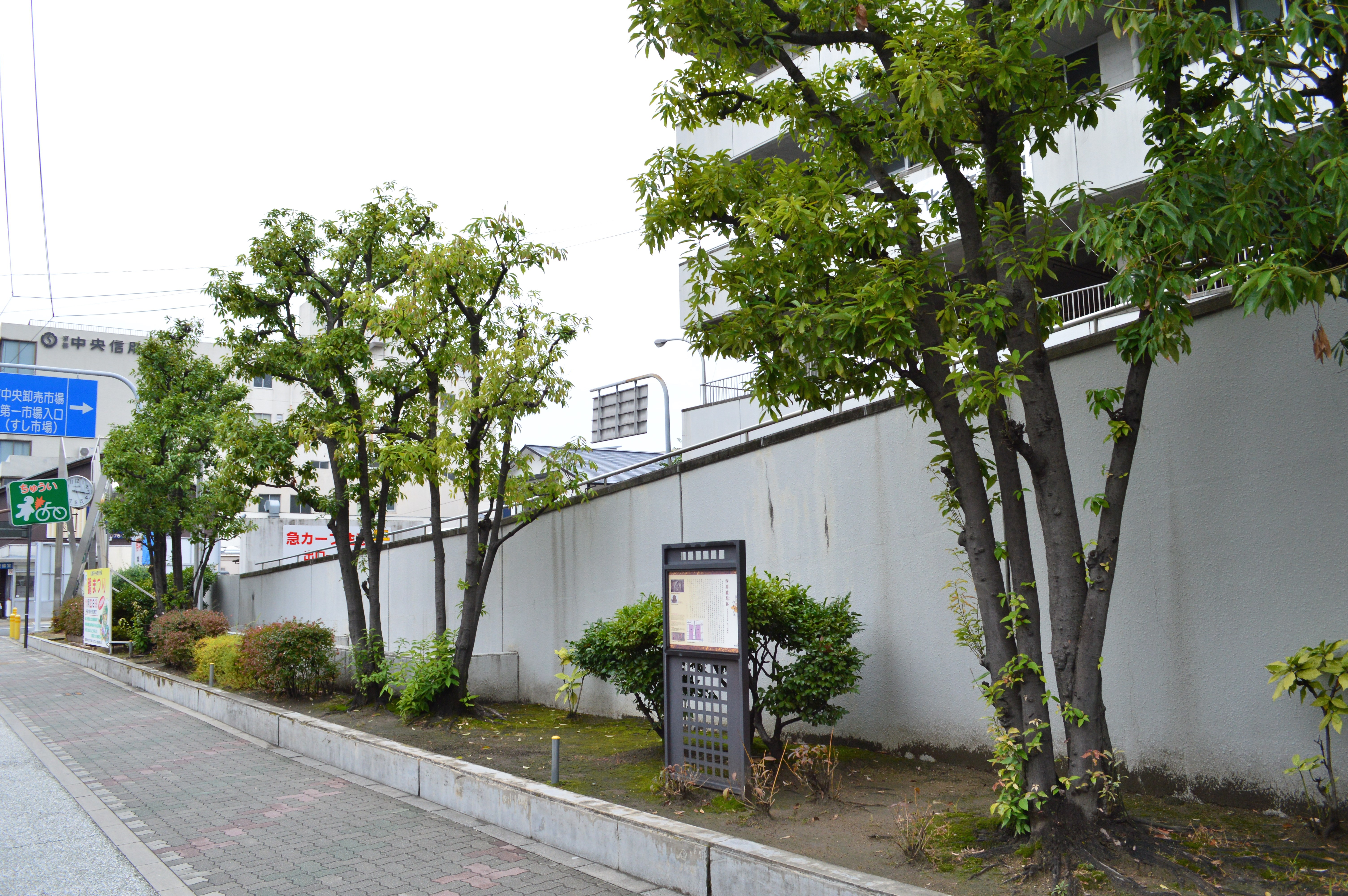
西鴻臚館位址解說牌（下京区朱雀堂口町，
解說牌在西鴻臚館推定地的東南角。）

平安京即今日京都，平安京鴻臚館為3處鴻臚館中最晚建成的，因平安京直到790年代遷都才建立。平安京鴻臚館分為東、西鴻臚館，用於接待前往平安京的外國使臣，原建於平安京朱雀大路羅城門內兩側，但該地後來改為東寺和西寺寺院用地，東、西鴻臚館遂於弘仁年間遷至七條大路北側，位於今日京都府京都市下京区。9世紀平安京鴻臚館主要接待渤海遣日使，當時渤海國為唯一定期派出使者至日本的國家，延長四年（926年）渤海國滅亡後，不再有外國使臣定期至平安京，平安京鴻臚館衰微，最晚於鎌倉時代被廢止並消失。

### 書籍文獻
- 中山平次郎 著・岡崎敬 編『古代の博多』九州大学出版会 1984年
- 古代の博多展実行委員会『鴻臚館跡発掘20周年記念特別展 -古代の博多-鴻臚館とその時代』 2007年
- 森弘子『太宰府発見』海鳥社、2003年、ISBN 4-87415-422-0
- 筑紫豊『さいふまいり』西日本新聞社、1976年
- 浦辺登『太宰府天満宮の定遠館』弦書房、2009年、ISBN 978-4-86329-026-6
- 『福岡県の歴史散歩』山川出版社
- 福岡市 編『ふくおか歴史散歩』
- 岡本顕實『鴻臚館』さわらび社

### 其他
1. ↑  《日本書記‧卷第廿二‧推古天皇十七年四月》：「筑紫大宰（日语：大宰帥）奏上言：『百濟僧道欣、惠彌爲首一十人，俗人七十五人，泊于肥後國葦北津。』」
2. ↑  万叶集巻15記錄，736年遣新羅使於筑紫鴻臚館詠歌4首、關於《志賀之浦》和《志賀之海人》的詩很多，從第3655首歌曲中提到山，但博多周圍並無山，因此推測是指高出平地的福岡城跡。
3. ↑  《日本書記‧卷第十七‧繼體天皇冬十二月條》：「百濟遣使貢調，別表請任那國上哆唎、下哆唎、娑陀、牟婁四縣……物部大連，方欲發向難波館，宣勅於百濟客。」
4. ↑  《日本書記‧卷第廿二‧推古天皇十六年四月》：「大唐使人裴世清，下客十二人，從妹子臣至於筑紫……召大唐客裴世清等，爲唐客更造新舘於難波高麗舘之上。」
5. ↑  《續日本後紀‧卷第十四‧承和十一年冬十月條》：「攝津國言……今國弊民疲，不堪發役，望請……便以鴻臚舘爲國府，且加修理者，勅聽之。」
6. ↑  . www2.city.kyoto.lg.jp.   [2022-11-16]. （原始内容存档于2022-11-16）.

## 相关项目
- 新羅遣日使
- 渤海遣日使
- 宋日貿易

## 外部連結
- 国家指定文化财数据库 （页面存档备份，存于） （日語）